# Johnny Hicks
Johnny Hicks (* 19. Mai 1918 in Kansas City, Missouri; † 9. April 1997) war ein US-amerikanischer Country-Musiker. Hicks war maßgeblich an der Entwicklung von KRLDs Big D Jamboree beteiligt.

## Leben
Johnny Hicks startete seine Karriere vor Beginn des Zweiten Weltkriegs als Moderator des Radiosenders KRLD in Dallas, Texas. Während des Krieges diente Hicks in der Armee. Nach seiner Entlassung aus dem Militärdienst kehrte er wieder nach Dallas zurück und nahm seine Arbeit bei KRLD erneut auf.
1948 kreierten Al Turner und Ed McLemore das Lone Star Jamboree auf KRLD, doch Programmdirektor Clyde Rembert setzte Hicks als Leiter der Show ein. Nachdem DJ Hal Horton im Dezember 1948 an Krebs gestorben war, stieg Hicks zu KRLDs einflussreichsten und populärsten DJs auf. Er gab dem Jamboree den Namen, mit dem es Mitte der 1950er-Jahre eine wichtige Rolle im texanischen Rockabilly spielen sollte, Big D Jamboree.
Sein Debüt auf Schallplatte machte Hicks 1949 bei Star Talent Records. Kurz danach wurde er von Columbia Records unter Vertrag genommen und spielte mit den Troubadors 1950 seine ersten fünf Singles ein. 1951 entstand in Zusammenarbeit mit den Country Hicks die Single Get Your Kicks (From The Country Hicks). Kurz danach spielte er seine Titel für Columbia mit den Bluebonnets ein. Seine letzten Aufnahmen für Columbia tätigte Hicks im März 1954 mit den Country Gentlemen.
Hicks war auch als Songschreiber aktiv. Er schrieb unter anderem die Songs Honey Bun und Nuevo Laredo. In den 1950er- und 1960er-Jahren arbeitete Hicks weiterhin beim Big D Jamboree, bei dem er auch jeden Samstagabend auftrat. Auf dem Höhepunkt der Show Mitte der 1950er-Jahre spielte Hicks regelmäßig vor über 5000 Zuschauern und teilte die Bühne unter anderem mit Johnny Cash, Carl Perkins und Elvis Presley.

## Diskografie
| Jahr                | Titel                                                  | #                   | Anmerkungen         |
| Star Talent Records | Star Talent Records                                    | Star Talent Records | Star Talent Records |
| ------------------- | ------------------------------------------------------ | ------------------- | ------------------- |
| 1949                | Mended, One Broken Heart / Why Be Afraid to Cry        |                     |                     |
| Columbia Records    |                                                        |                     |                     |
| 1950                | Curb Services / I Can’t Get Enough of That Ah-Ha       | 20690               |                     |
|                     | I Got A Ring for Her Finger / Honky Tonk Heart         | 20716               |                     |
|                     | Hamburger Hop / Heart after Heart                      | 20737               |                     |
|                     | I Thought I Was Home To Stay / Mended One Broken Heart | 20743               |                     |
|                     | I Need a Good Woman / Butane Blues                     | 20761               |                     |
|                     | All My Life / So Long                                  | 20791               |                     |
| 1951                | Get Your Kicks (From Your Country Hicks) / Crossroads  | 20826               |                     |
|                     | Gotta Gitta Gittar / Sweetheart Waltz                  | 20859               |                     |
|                     | Are You Sorry / Rainy Night Blues                      | 20900               |                     |
|                     | Ho De Ree Dee Ah / An Angel In Disguise                | 20954               |                     |
|                     | The Man on the Corner / My Next Gal                    | 20975               |                     |
|                     | Brush The Dust off Your Bible / Take My Hand           | 20990               |                     |
| 1953                | No Wild Side of Life / Pick Up Blues                   | 21064               |                     |
|                     | I Care No More / A Good Man is Hard To Find            | 21098               |                     |
|                     | I Sweat / Too Late                                     | 21135               |                     |
|                     | Sippin’ Cider /?                                       | 21177               |                     |
|                     | Hey Now, Honey / Nuevo Laredo                          | 21240               |                     |